# Дам'ян Джокович
Дам'ян Джокович (хорв. Damjan Đoković, нар. 18 квітня 1990, Загреб) — хорватський футболіст, півзахисник румунського клубу «ЧФР Клуж».

## Ігрова кар'єра
Народився 18 квітня 1990 року в місті Загреб в родині серба і хорватки, але у віці 3 років родина Джоковича переїхала до Нідерландів. Там Дам'ян займався футболом в академіях клубів «Гагландія», «АДО Ден Гаг», «Спарта» та «Ексельсіор» (Роттердам).
У дорослому футболі дебютував 2009 року виступами за словацьку команду «Спартак» (Трнава), взявши участь в одному матчі чемпіонату. Наступного року він повернувся до своєї рідної країни, підписавши контракт з хорватською командою «Гориця» (Велика Гориця), але не зіграв жодного матчу.
У січні 2011 році за італійську «Монцу», де він до кінця сезону зіграв 10 матчів, забивши 4 голи, але команда вилетіла до Секонда Дівізіоне. Після цього 31 серпня 2011 року Джокович підписав контракт з «Чезеною» за 220 000 євро та оренду двох інших гравців. Він дебютував у Серії А 23 жовтня 2011 року, замінивши Ерйона Богдані на 88-й хвилині виїзного матчу проти «Сієни» (0:2). Хорват переважно був запасним гравцем, зігравши лише 15 матчів у чемпіонаті за перший сезон, але після вильоту команди до Серії B став основним гравцем команди.
25 червня 2013 року Джокович перейшов до «Болоньї», але вже за кілька днів, 2 липня, був відправлений в оренду до румунського «ЧФР Клуж». Повернувшись до «Болоньї», він зіграв 17 серпня 2014 року проти «Л'Аквіли» в Кубку Італії, а вже 27 серпня він перейшов до «Ліворно» в оренду.
22 липня 2015 року Джокович у статусі вільного агента підписав контракт з французьким клубом «Газелек», який щойно вийшов до Ліги 1. Він зіграв 35 матчів у лізі та забив два голи, але залишив клуб як вільний агент після вильоту команди до Ліги 2.
15 жовтня 2016 року, після короткої перерви без клубу, його підписав клуб другого дивізіону Німеччини «Гройтер». Але вже 28 січня 2017 року, менш ніж через чотири місяці після переходу до «Гройтера» та лише семи матчів у чемпіонаті, Джокович повернувся до Італії, підписавши контракт з клубом Серії B «Спеція».
Влітку 2017 року він покинув клуб і приєднався до чинного чемпіона Хорватії клубу «Рієка». Там він не зміг заявити про себе і зіграв лише два матчі в яемпіонаті та один у кваліфікації Ліги чемпіонів і вже на початку вересня 2017 року його колишній клуб «ЧФР Клуж» підписав з ним контракт. Там він виграв чемпіонат Румунії за підсумками сезону 2017/18. У наступних сезонах йому вдалося захистити титул чемпіона Румунії з клубом, вигравши його ще три рази поспіль. Загалом Джокович зіграв 124 гри та забив десять голів у всіх змаганнях протягом свого другого перебування в «Клужі», вигравши чемпіонат у кожному з чотирьох сезонів, а також Суперкубок Румунії 2018 року.
25 січня 2021 року він перейшов до турецького клубу «Чайкур Різеспор», де провів один рік, після чого у лютому 2022 року відправився в оренду в іншу місцеву команду «Адана Демірспор», де дограв сезон.
25 липня 2022 року Джокович перейшов до саудівського клубу «Ар-Раїд» на правах вільного агента, де за наступний сезон забив два голи у 29 матчах чемпіонату, після чого повернувся до Румунії, підписавши контракт з клубом «Стяуа» 27 червня 2023 року. 7 січня 2023 року, після сварки з власником клубу Джіджі Бекалі, Джокович перейшов до їх суперника, клубу «Рапід» (Бухарест), підписавши за півторарічний контракт.
21 серпня 2024 року Джокович втретє у кар'єрі повернувся до «ЧФР Клуж». Станом на 28 травня 2025 року відіграв за команду з Клужа 33 матчі в національному чемпіонаті.

## Статистика виступів

### Статистика клубних виступів
Станом на 21 вересня 2024
| Сезон                       | Команда                     | Чемпіонат                   | Чемпіонат | Чемпіонат | Національний кубок | Національний кубок | Національний кубок | Континентальні кубки | Континентальні кубки | Континентальні кубки | Інші змагання | Інші змагання | Інші змагання | Усього | Усього |
| Сезон                       | Команда                     | Ліга                        | Ігор      | Голів     | Ліга               | Ігор               | Голів              | Ліга                 | Ігор                 | Голів                | Ліга          | Ігор          | Голів         | Ігор   | Голів  |
| --------------------------- | --------------------------- | --------------------------- | --------- | --------- | ------------------ | ------------------ | ------------------ | -------------------- | -------------------- | -------------------- | ------------- | ------------- | ------------- | ------ | ------ |
| 2009–10                     | «Спартак» (Трнава)          | СЛ                          | 1         | 0         | КС                 | 0                  | 0                  | -                    | -                    | -                    | -             | -             | -             | 1      | 0      |
| січ.-черв. 2011             | «Монца»                     | ПД (ІІІ)                    | 10+2      | 4         | КІ+КІ-ЛП           | -                  | -                  | -                    | -                    | -                    | -             | -             | -             | 12     | 4      |
| 2011–12                     | «Чезена»                    | A                           | 15        | 0         | КІ                 | 0                  | 0                  | -                    | -                    | -                    | -             | -             | -             | 15     | 0      |
| 2012–13                     | «Чезена»                    | B (ІІ)                      | 30        | 4         | КІ                 | 1                  | 0                  | -                    | -                    | -                    | -             | -             | -             | 31     | 4      |
| Усього за «Чезену»          | Усього за «Чезену»          | Усього за «Чезену»          | 45        | 4         |                    | 1                  | 0                  |                      | -                    | -                    |               | -             | -             | 46     | 4      |
| 2013–14                     | «ЧФР Клуж»                  | ЛI                          | 27        | 3         | КР                 | 1                  | 0                  | -                    | -                    | -                    | -             | -             | -             | 28     | 3      |
| серп. 2014                  | «Болонья»                   | B (ІІ)                      | -         | -         | КІ                 | 1                  | 0                  | -                    | -                    | -                    | -             | -             | -             | 1      | 0      |
| серп. 2014–15               | «Ліворно»                   | B (ІІ)                      | 33        | 1         | КІ                 | -                  | -                  | -                    | -                    | -                    | -             | -             | -             | 33     | 1      |
| 2015–16                     | «Газелек»                   | Л1                          | 35        | 2         | КФ+КЛ              | 3+1                | 0                  | -                    | -                    | -                    | -             | -             | -             | 39     | 2      |
| 2016-січ. 2017              | «Гройтер»                   | 2БЛ (ІІ)                    | 7         | 0         | КН                 | 0                  | 0                  | -                    | -                    | -                    | -             | -             | -             | 7      | 0      |
| січ.-черв. 2017             | «Спеція»                    | B                           | 19+1      | 3         | КІ                 | -                  | -                  | -                    | -                    | -                    | -             | -             | -             | 20     | 3      |
| серп. 2017                  | «Рієка»                     | 1Л                          | 2         | 0         | КХ                 | 0                  | 0                  | ЛЧ                   | 1                    | 0                    | -             | -             | -             | 3      | 0      |
| серп. 2017–18               | «ЧФР Клуж»                  | ЛI                          | 15+8      | 1+2       | КР                 | 0                  | 0                  | -                    | -                    | -                    | -             | -             | -             | 23     | 3      |
| 2018–19                     | «ЧФР Клуж»                  | ЛI                          | 23+10     | 1+3       | КР                 | 3                  | 0                  | ЛЧ+ЛЄ                | 2+2                  | 1+0                  | СКР           | 1             | 0             | 41     | 5      |
| 2019–20                     | «ЧФР Клуж»                  | ЛI                          | 11+7      | 0+1       | КР                 | 1                  | 0                  | ЛЧ+ЛЄ                | 7+8                  | 0+1                  | СКР           | 1             | 0             | 35     | 2      |
| 2020-січ. 2021              | «ЧФР Клуж»                  | ЛI                          | 16        | 0         | КР                 | 0                  | 0                  | ЛЧ+ЛЄ                | 1+8                  | 0                    | -             | -             | -             | 25     | 0      |
| січ.-черв. 2021             | «Чайкур Різеспор»           | СЛ                          | 19        | 2         | КТ                 | -                  | -                  | -                    | -                    | -                    | -             | -             | -             | 19     | 2      |
| 2021-лют. 2022              | «Чайкур Різеспор»           | СЛ                          | 22        | 4         | КТ                 | 0                  | 0                  | -                    | -                    | -                    | -             | -             | -             | 22     | 4      |
| Усього за «Чайкур Різеспор» | Усього за «Чайкур Різеспор» | Усього за «Чайкур Різеспор» | 41        | 6         |                    | 0                  | 0                  |                      | -                    | -                    |               | -             | -             | 41     | 6      |
| лют.-черв. 2022             | «Адана Демірспор»           | СЛ                          | 8         | 0         | КТ                 | 1                  | 0                  | -                    | -                    | -                    | -             | -             | -             | 9      | 0      |
| 2022–23                     | «Ар-Раїд»                   | СПЛ                         | 29        | 2         | КСА                | 1                  | 0                  | -                    | -                    | -                    | -             | -             | -             | 30     | 2      |
| 2023-січ. 2024              | «Стяуа»                     | СЛ                          | 17        | 2         | КР                 | 3                  | 0                  | ЛК                   | 3                    | 2                    | -             | -             | -             | 23     | 4      |
| січ.-черв. 2024             | «Рапід» (Бухарест)          | СЛ                          | 8+2       | 1         | КР                 | -                  | -                  | -                    | -                    | -                    | -             | -             | -             | 10     | 1      |
| 2024–25                     | «ЧФР Клуж»                  | СЛ                          | 4         | 1         | КР                 | 0                  | 0                  | ЛК                   | 2                    | 0                    | -             | -             | -             | 6      | 1      |
| Усього за «ЧФР Клуж»        | Усього за «ЧФР Клуж»        | Усього за «ЧФР Клуж»        | 121       | 12        |                    | 5                  | 0                  |                      | 30                   | 2                    |               | 2             | 0             | 158    | 14     |
| Усього за кар'єру           | Усього за кар'єру           | Усього за кар'єру           | 381       | 37        |                    | 16                 | 0                  |                      | 34                   | 4                    |               | 2             | 0             | 433    | 41     |

## Титули і досягнення
- Чемпіон Румунії (4):

«ЧФР Клуж»: 2017/18, 2018/19, 2018/19, 2019/20
- Володар Кубка Румунії (1):

«ЧФР Клуж»: 2024/25
- Володар Суперкубка Румунії (1):

«ЧФР Клуж»: 2018